# Chicago Inter Ocean
Le Chicago Inter Ocean était un quotidien du matin, d'information générale et de qualité, basé à Chicago au XIXe siècle.

## Histoire
Le Chicago Inter Ocean a été créé en 1865, juste après la guerre de Sécession, par le journaliste républicain Charles A. Dana (1819–1897), proche du président américain Ulysses S. Grant, sous le nom de Chicago Republican. Il avait sous son titre le slogan « Republican in everything, Independent in nothing. »
En 1872, après le Grand incendie de Chicago, il change plusieurs fois de propriétaires, et l'un d'eux le rebaptise Chicago Inter Ocean, un titre sous lequel il s'affirme comme un quotidien de qualité, riche en contenu international, politique et culturel. En 1891, son nouveau propriétaire, l'industriel de la restauration Herman Kohlsaat, également fidèle au parti républicain, se rend à Paris pour une visite au Petit Journal dans le but d'examiner en détail les rotatives Marinoni imprimant en couleur. Lorsqu'il retourne à Chicago, il commande une machine de mêmes caractéristiques, mais d'un autre constructeur, qui est mise en service un an plus tard.
Quelques années plus tard, le journal entame son déclin, lorsque le promoteur immobilier de Chicago Charles T. Yerkes s'en empare pour le mettre au service de luttes politiques. Son tirage tombe alors à 75 000 exemplaires par jour. Il disparaît le 10 mai 1914, fusionné avec le Chicago Record-Herald pour former le Chicago Record-Herald and the Inter Ocean, devenu simplement Chicago Herald le 14 juin suivant.
Le journal est resté célèbre pour son conflit avec l'Associated Press, dont il était membre depuis sa création et qui s'est terminé par une décision de 1900 en sa faveur devant les tribunaux, l'Arrêt Inter Ocean Publishing contre Associated Press de la Cour suprême, statuant sur le fait que l'Associated Press devait remplir un rôle de service public et donc ne pas refuser que certains journaux soient adhérents, même s'ils étaient aussi adhérents d'une autre agence.